# Ulrich Drechsler

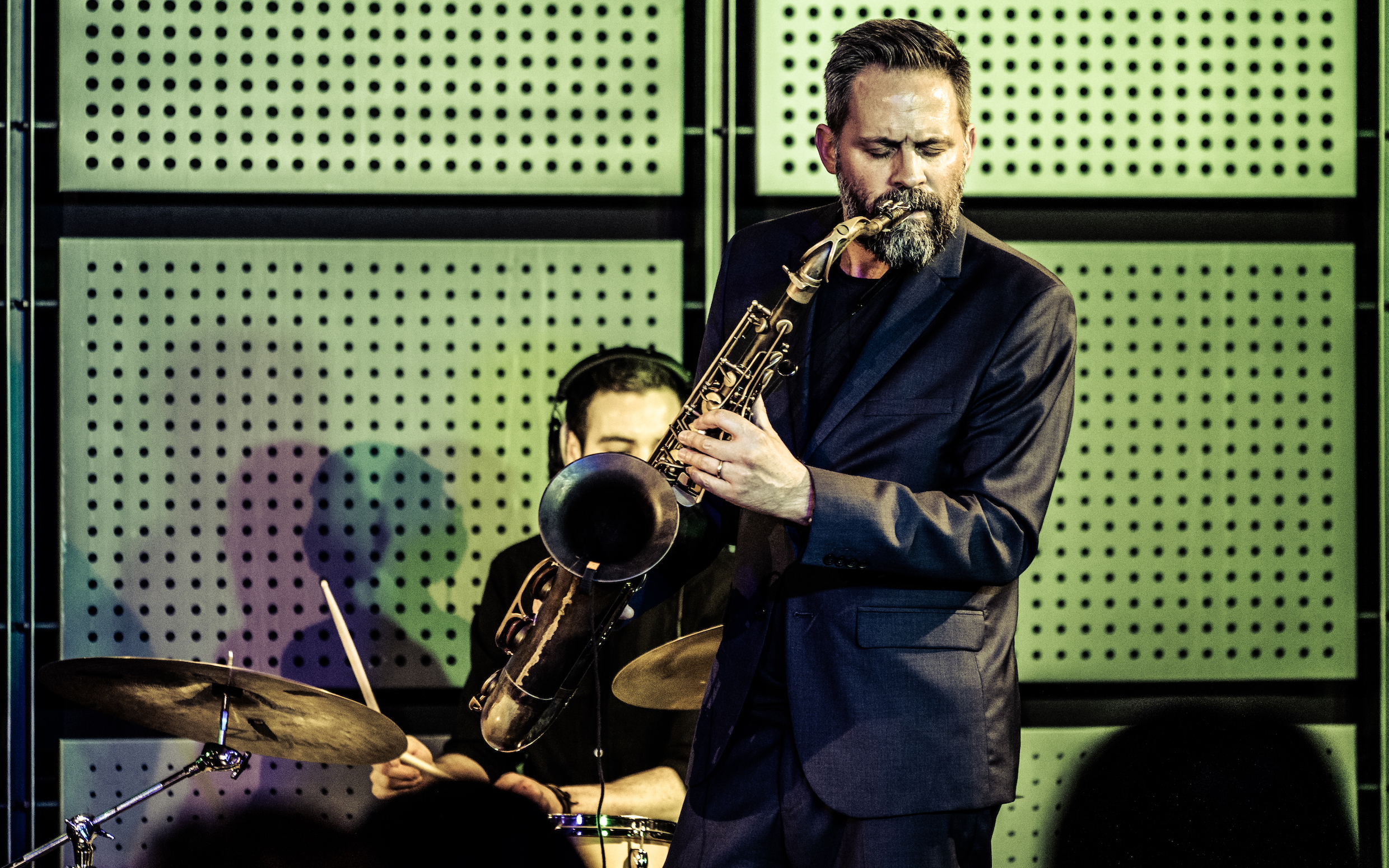
Ulrich Drechsler im Wiener Musikverein (2019).

Ulrich Drechsler (* 23. Juli 1969 in Reutlingen) ist ein deutscher Jazzmusiker (Klarinetten, Saxophon und Komposition).

## Leben und Wirken
Drechsler erhielt im Alter von neun Jahren den ersten Klarinettenunterricht und spielte in einer örtlichen Blaskapelle, bevor er zwischen 1992 und 1998 an der Universität für Musik und darstellende Kunst in Graz Saxophon studierte.
Nach seinem Umzug von Graz nach Wien gründete er im Jahre 2000 gemeinsam mit dem Bassisten Oliver Steger und dem Schlagzeuger Alex Deutsch die Band Café Drechsler, mit der er schnell international einem größeren Publikum bekannt wurde. Die Band etablierte sich in kürzester Zeit als eines der erfolgreichsten österreichischen Jazzensembles, veröffentlichte 2002 ihr Debütalbum Café Drechsler (Universal Music) und erreichte mehrere Hitparaden Platzierungen.
Während dieser Zeit begann Drechsler sich wieder vermehrt der Klarinette, insbesondere der Bassklarinette und dem Bassetthorn, zu widmen, die in den darauffolgenden Jahren seine Hauptinstrumente wurden. Beeinflusst von unterschiedlichen Genres wie der skandinavischen Folklore, zeitgenössischen osteuropäischen Komponisten, Trip-Hop sowie Sufi-Musik, entwickelte er in den darauffolgenden Jahren eine äußerst eigenständige musikalische Ausdrucksweise.
2006 veröffentlichte Drechsler mit Humans & Places sein erstes Album unter eigenem Namen, auf dem er unter anderem mit dem norwegischen Pianisten Tord Gustavsen zusammenarbeitete. Seitdem veröffentlicht er regelmäßig unter eigenem Namen Alben in unterschiedlichen Besetzungen. Dazu zählen unter anderem das Ulrich Drechsler Cello Quartett, sein Duo mit dem italienischen Pianisten Stefano Battaglia oder seine Zusammenarbeit mit der iranischen Sufi-Sängerin Sahar Lotfi und ihrem Mann, dem Kamantsche-Virtuosen Samer Habibi. Daneben komponiert und produziert er Filmmusik für Dokumentar- und Spielfilme.
Seit 2020 veröffentlicht Ulrich Drechsler seine Musik in Form der drei stilistisch unterschiedlichen Einzelprojekte Caramel, Chrome und Azure auf der von ihm gegründeten Plattform Liminal Zone. Die Plattform umfasst darüber hinaus das Plattenlabel Liminal Zone Records, mehrere Konzertreihen und Kuratierungen.

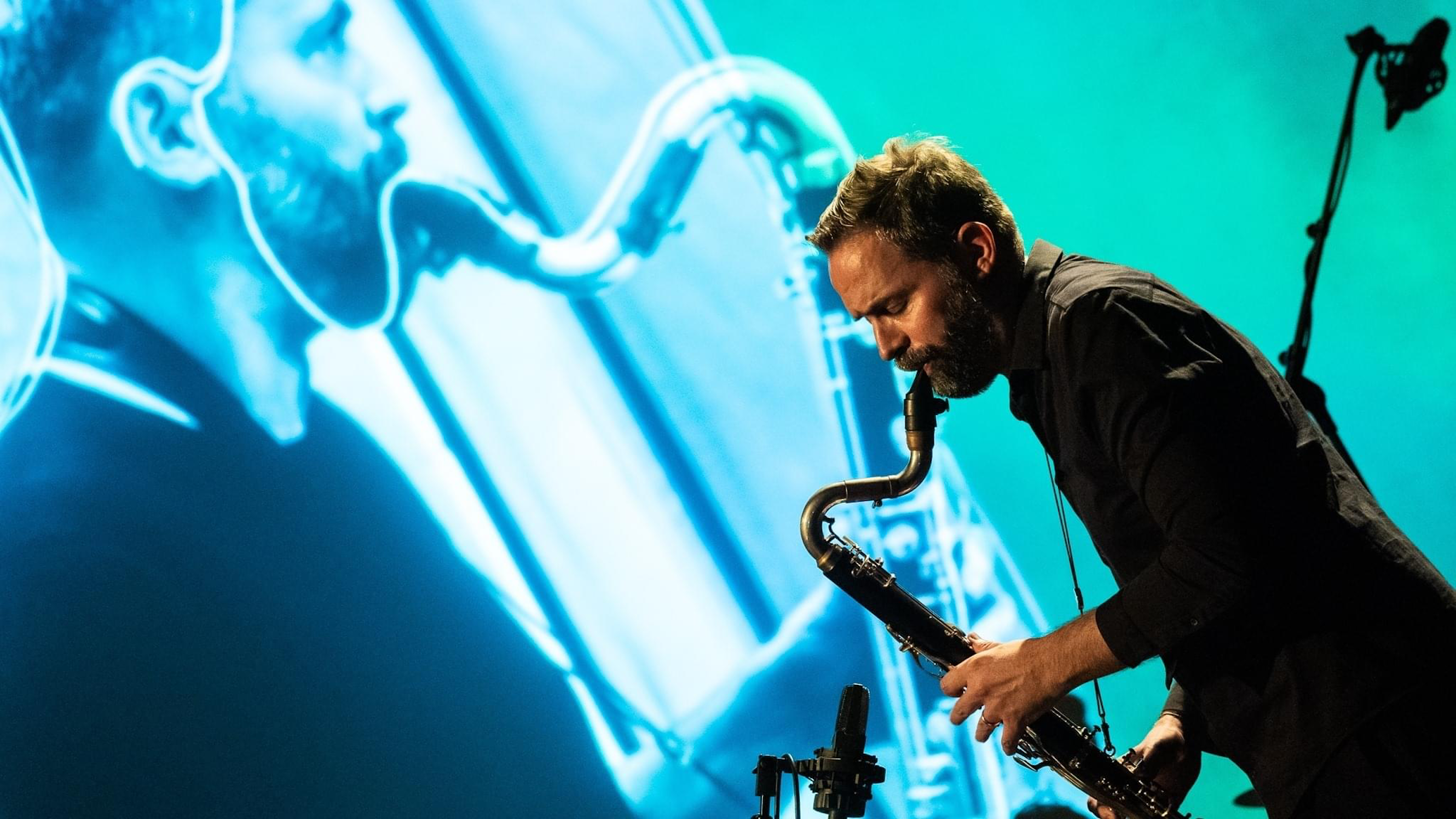
Ulrich Drechsler im Wiener Porgy & Bess (2020)

Drechsler verbindet seine Einflüsse aus Kunstmusik, Jazz, elektronischer Club Musik, Neoklassizismus und Volksmusik zu einer eingängigen, minimalistischen Musik. Dabei misst er dem Einzelton und dessen Klang eine zentrale Bedeutung bei.

## Diskografie

### Soloalben
- 2006: Ulrich Drechsler Quartet: Humans & Places (Crackedanegg)
- 2006: Drechsler: Fortune Cookie (Crackedanegg)[11]
- 2007: Ulrich Drechsler Trio: Daily Mysteries (Crackedanegg)[12]
- 2009: Drechsler: The Big Easy (Crackedanegg)
- 2010: Ulrich Drechsler Cello Quartet: Concinnity (Enja/Yellowbird)
- 2012: Ulrich Drechsler Trio: Beyond Words (Enja/Yellowbird)
- 2015: Ulrich Drechsler & Stefano Battaglia: Little Peace Lullaby (Enja/Yellowbird)
- 2019: Entireness (Single, Enja/Yellowbird)
- 2019: Lucidity (Single, Enja/Yellowbird)
- 2020: Infinity (Single, Enja/Yellowbird)
- 2020: Caramel (Enja/Monkey)[13]
- 2020: Caramel Reimagined (Liminal Zone Records)
- 2020: Azure Prologue (Liminal Zone Records)
- 2021: Ulrich Drechsler & Stefano Battaglia: Little Peace Lullaby - Part II (Liminal Zone Records)
- 2021: Chrome (Liminal Zone Records/Enja)
- 2023: Azure (Liminal Zone Records/Enja)
- 2023: Azure ReImagined (Liminal Zone Records)
- 2024: Chrome ReImagined (Liminal Zone Records)

### Mit Café Drechsler
- 2002: Café Drechsler (Universal Music Group)
- 2002: Rolle Rollo (Single, Universal Music Group)
- 2004: Radio Snacks (MouthToMouth)
- 2013: Streamer (Monkey Music)
- 2013: Wake Up to the Present (Single, Monkey Music)
- 2017: And NOW Boogie! (Universal Music Group)[14]
- 2022: Let It Touch You (O-Tone Music)

### Weitere Projekte
- 2001: Poesis: Nebensonnen
- 2001: Poesis: Fox in Fables (Crackedanegg)
- 2001: Takon Orchester: Takon Orchester (Turkish Bath Records)
- 2004: Drechsler/Steger/Tanschek: The Monk in All of Us (Crackedanegg)
- 2015: Markus Brandstetter: I Told You We Were Tidal

### Filmmusik
- 2009: Der Kinoleinwandgeher (Regie: Michael Pfeifenberger)
- 2010: Todespolka (Regie: Michael Pfeifenberger)[15]
- 2013: Call Me a Jew (Regie: Michael Pfeifenberger)
- 2016: Desert Kids (Regie: Michael Pfeifenberger)

## Auszeichnungen
- 2003 Nominiert mit der Band Café Drechsler für den österreichischen Amadeus Austrian Music Award.[16]
- 2004 Nominiert für den Hans-Koller Preis für das beste Album national.
- 2005 Österreichischer Amadeus Austrian Music Award mit Café Drechsler für das beste Jazz-/Bluesalbum national.
- 2020 Preisträger mit der Plattform Liminal Zone im Wettbewerb „Creatives for Vienna“ der Wirtschaftsagentur Wien.[17]
- 2021 Preisträger mit der Plattform Liminal Zone im Wettbewerb „Creatives for Vienna“ der Wirtschaftsagentur Wien.[18]